# Sami Torkki
Sami Torkki (* 11. Dezember 1978 in Rauma) ist ein ehemaliger finnischer Eishockeyspieler, der in seiner aktiven Zeit von 1996 bis 2009 unter anderem für den Linköpings HC und MODO Hockey in der schwedischen Elitserien gespielt hat. Sein älterer Bruder Jari war ebenfalls ein professioneller Eishockeyspieler.   

## Karriere
Sami Torkki begann seine Karriere als Eishockeyspieler in seiner Heimatstadt in der Nachwuchsabteilung von Lukko Rauma, für dessen Profimannschaft er in der Saison 1996/97 sein Debüt in der SM-liiga gab. In seinem Rookiejahr gab der Flügelspieler eine Vorlage in neun Spielen. Den Großteil der Spielzeit verbrachte er allerdings bei UJK, für das er in der zweitklassigen I divisioona in 27 Spielen sieben Tore erzielte und neun Vorlagen gab. In der Folgezeit wurde er Stammspieler bei Lukko Rauma, bei dem er auch Saison 1998/99 begann. Nach zehn absolvierten Spielen schloss er sich allerdings dessen Ligarivalen KalPa Kuopio an. Mit seiner neuen Mannschaft musste er am Saisonende den Abstieg in die zweite Liga hinnehmen, woraufhin er zu Lukko Rauma zurückkehrte. 
Im zweiten Anlauf wurde Torkki zum Stammspieler bei Lukko Rauma und hatte von 1999 bis 2005 eine Führungsposition innerhalb des SM-liiga-Teams inne. Nach seiner punktreichsten Spielzeit, der Saison 2004/05, in der er in insgesamt 61 Spielen 44 Scorerpunkte, davon 21 Tore, erzielte, wechselte der Finne zum Linköpings HC. Mit den Schweden war er in den folgenden beiden Jahren erfolgreich in der Elitserien. In der Saison 2005/06 erreichte er mit dem LHC das Playoff-Halbfinale, in der folgenden Spielzeit sogar das Finale. Im Playoff-Finale unterlag er mit seiner Mannschaft MODO Hockey in der Best-of-Seven-Serie mit 2:4 Siegen. Zur Saison 2007/08 kehrte der achtmalige Nationalspieler in seine finnische Heimat zurück und unterschrieb einen Vertrag bei Ilves Tampere. Dort konnte er überzeugen, sodass er im Laufe der Saison 2008/09 vom schwedischen Spitzenverein MODO Hockey verpflichtet wurde. Nach acht punkt- und straflosen Spielen für MODO beendete er am Saisonende im Alter von 30 Jahren seine Karriere.                         

### International
Für Finnland nahm Torkki 2003 an der Euro Hockey Tour teil. Dabei erzielte er in acht Spielen ein Tor und bereitete ein weiteres vor.

## Erfolge und Auszeichnungen
- 2007 Schwedischer Vizemeister mit dem Linköpings HC